# Akodontinis
Els akodontinis (Akodontini) són una tribu de rosegadors de la família dels cricètids. Conté més de 100 espècies repartides en 15 gèneres, que viuen a grans parts de Sud-amèrica, excepte l'extrem sud, gran part de la selva amazònica i l'oest de l'Andes a l'Equador i Colòmbia. També n'hi ha un gènere i nou espècies fòssils. Els abrotriquinis, classificats com a akodontinis fins al 1999, actualment es consideren una tribu a part.